# Palmarejo (Cap-Vert)
Palmarejo est un quartier de la ville de Praia, capitale du Cap-Vert sur l'île de Santiago. 

## Présentation
Palmarejo est situé au sud-ouest du centre-ville. 
Les quartiers voisins sont Tira Chapéu au nord, Achada Santo António à l'est, Quebra Canela au sud-est, Cidadela à l'ouest et Palmarejo grande au nord-ouest. 
Le campus principal de l'Université du Cap-Vert se trouve à Palmarejo.

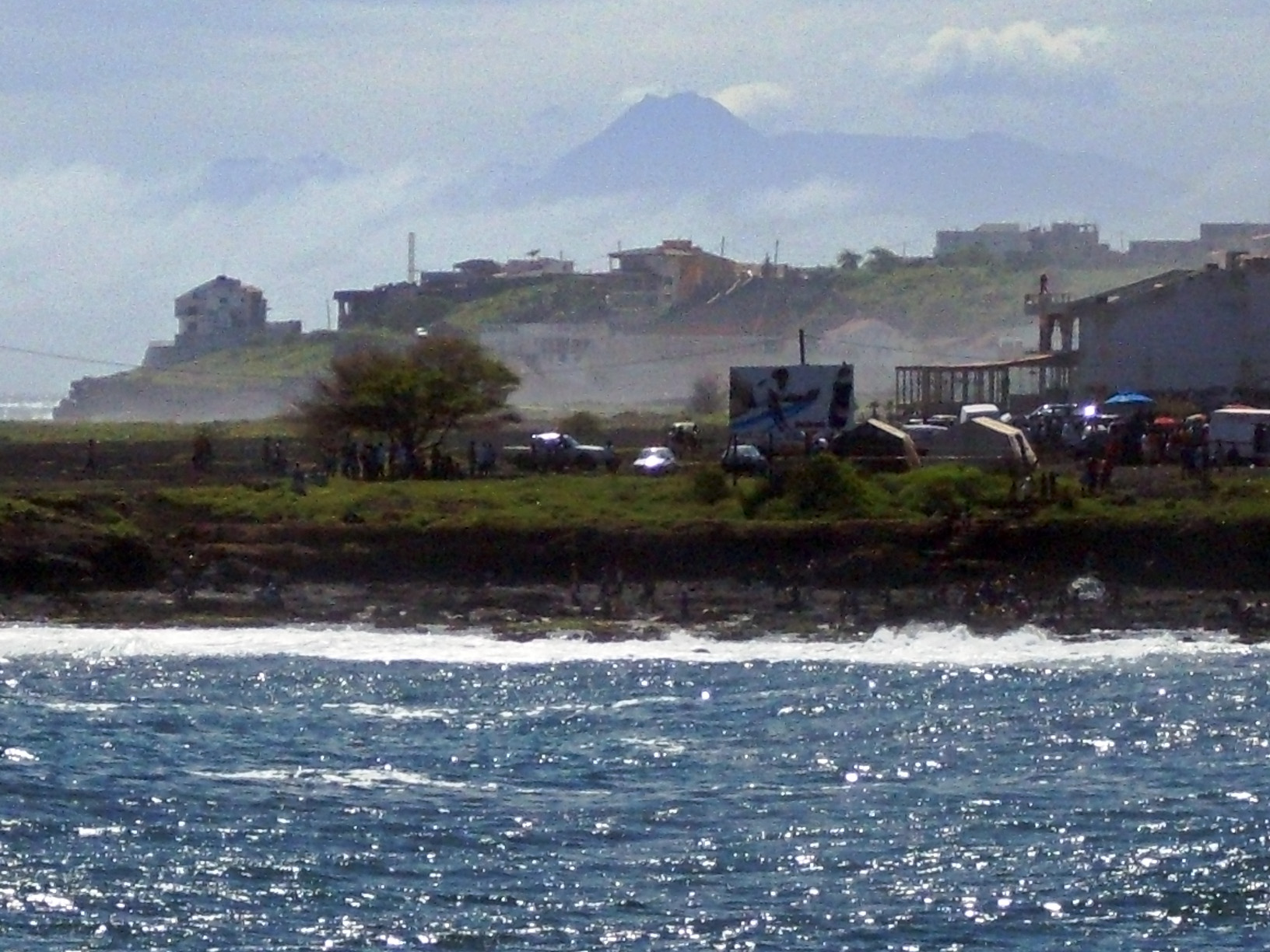
Palmarejo vu de Quebra Canela.

Sa population était de 12 037 habitants au recensement de 2010.